# Version intégrale
Version intégrale is het zevende album (zesde studioalbum) van de Canadese zanger Garou, uitgebracht in november 2010. Het album is grotendeels Franstalig.

## Nummers
1. J'avais besoin d'être là (03:57)
2. Version intégrale (03:36)
3. Je resterai le même (04:45)
4. Si tu veux que je ne t'aime plus (02:35)
5. For You (03:29)
6. Salutations distinguées (04:45)
7. Je t'aime encore (04:19)
8. Bonne espérance (04:00)
9. Mise à jour (03:40)
10. Un nouveau monde (03:53)
11. Passagers que nous sommes (03:16)
12. T'es là (03:23)
13. La scène (04:35)